# Paroplapoderus alleni
Paroplapoderus alleni es una especie de coleóptero de la familia Attelabidae.

## Distribución geográfica
Habita en Bután.